# Mujib Bahini
Le Mujib Bahini, ou la Force de libération du Bangladesh (Bangladesh Liberation Force - BLF), était une force armée formée pendant la guerre de libération du Bangladesh pour combattre le Pakistan en 1971. La force était principalement composée de militants de la Ligue Awami et de son front étudiant, la Ligue Chhatra. À son apogée, elle comptait 13 000 membres,. Elle a été organisée avec l'aide active du général de division Sujan Singh Uban de l'armée indienne. Les leaders de la ligue estudiantine, Serajul Alam Khan et Sheikh Fazlul Haque Mani, Tofail Ahmed et Abdur Razzaq, étaient les organisateurs de cette force spéciale. Anjan Chowdhury, homme d'affaires célèbre, était également un membre actif de cette force.

## Guerre d'indépendance de 1971
L'implication exacte de Mujib Bahini dans la guerre est contestée, Zafrullah Chowdhury déclarant : « Le Mujib Bahini n'a pas mené la guerre de libération ». En 2014, A. K. Khandker a été poursuivi en justice pour avoir accusé les Mudjib Bahini de hooliganisme et de pillage pendant la guerre dans son livre de 1971 : « Bhetore Baire ».
Le professeur Serajul Islam Choudhury, de l'Université de Dhaka, a estimé que quatre dirigeants - dont il n'a pas mentionné les noms - de Mujib Bahini avaient mieux réussi à créer un fossé entre Cheikh Mujibur Rahman et Tajuddin Ahmad que Khandaker Mushtaq Ahmed, créant des difficultés pour Ahmad.

## Après 1971
Après la guerre de libération du Bangladesh en 1971, le Mujib Bahini a fusionné avec la force auxiliaire Jatiya Rakkhi Bahini, qui est devenue tristement célèbre pour ses propres violations des droits humains.

### Souvenirs d'anciens membres
Zainal Abedin, un ancien leader étudiant et combattant de la liberté qui est passé en Inde en 1971 et a rejoint les Mujib Bahini, en se souvenant de la façon dont les maîtres-chiens indiens et les agents RAW les traitaient.

« Nos maîtres-chiens et entraîneurs indiens ont indiqué qu'ils nous traitaient (the Freedom Fighters) non pas comme des amis mais comme des agents. Le vrai visage de l'Inde a été mis à nu après la reddition des[forces militaires pakistanaises]], quand j'ai vu le butin et le pillage à grande échelle par le personnel de l'armée indienne. Les soldats se précipitèrent sur tout ce qu'ils trouvèrent et les emmenèrent en Inde. Un couvre-feu a été imposé à nos villes, bases industrielles, ports, cantonnements, centres commerciaux et même zones résidentielles pour faciliter le pillage. Ils soulevaient tout, des ventilateurs de plafond à l'équipement militaire, des ustensiles aux robinets d'eau. Des milliers de véhicules de l'armée ont été utilisés pour transporter les biens pillés en Inde. L'histoire a enregistré peu de pillages aussi cruels et odieux. Un pillage d'une telle ampleur n'aurait pas été possible sans la connivence des autorités indiennes supérieures. »

Certains anciens membres ont été récompensés par le gouvernement indien et ont décidé de devenir eux-mêmes citoyens indiens. Bimal Pramanik, directeur du Centre for Research in India-Bangladesh Relations, était un ancien commandant de secteur de Mujib Bahini. Il a fui le Bangladesh à la suite de l'assassinat de Mujib en 1975 et s'est installé à Kolkata en 1976 ; il vit dans la ville depuis lors.